# Hermandad de la Sagrada Cena (Cádiz)
Dominicana Hermandad Sacramental y Cofradía de Nazarenos de la Pura y Limpia Madre de Dios, Nuestro Padre Jesús del Milagro en la Sagrada Cena y Maria Santísima Reina de Todos los Santos. Tiene su sede canónica en el Convento de Nuestra Señora del Rosario y Santo Domingo, en el barrio de Santa María de la ciudad de Cádiz y realiza estación de penitencia en la tarde del Domingo de Ramos.

## Historia
El primer pilar para la fundación de la Hermandad de la Sagrada Cena se coloca el seis de junio de 1960, gracias al prior de Santo Domingo en aquella fecha, el dominico fray Pablo del Olmo, ya fallecido, y su primer hermano mayor, José Luis Sancho Mejías, quienes adquieren un grupo escultórico que había quedado depositado en el convento dominico, pensando en fundar una hermandad de penitencia. Las imágenes titulares de Ntro. Padre Jesús del Milagro y de Nuestra Señora de los Santos y Esperanza son bendecidas en la Iglesia de Santo Domingo el 25 de septiembre de 1960. El día 13 de abril de 1963 la Hermandad es erigida canónicamente mediante decreto firmado por el Obispo de Cádiz Tomas Gutiérrez Díez.
En sus primeros años sólo atendía el culto interno y su labor social, cayendo al poco tiempo en un estancamiento del que pronto se recuperara, realizando su primera salida procesional en 1970, solo el paso de misterio. En  el año 1971 se le concedió al Príncipe de Asturias, Don Juan Carlos de Borbón, el título de Hermano Mayor Honorífico y a su alteza Doña Sofía, el título de Camarista de Honor de la Santísima Virgen en la visita realizada al Convento de Santo Domingo.

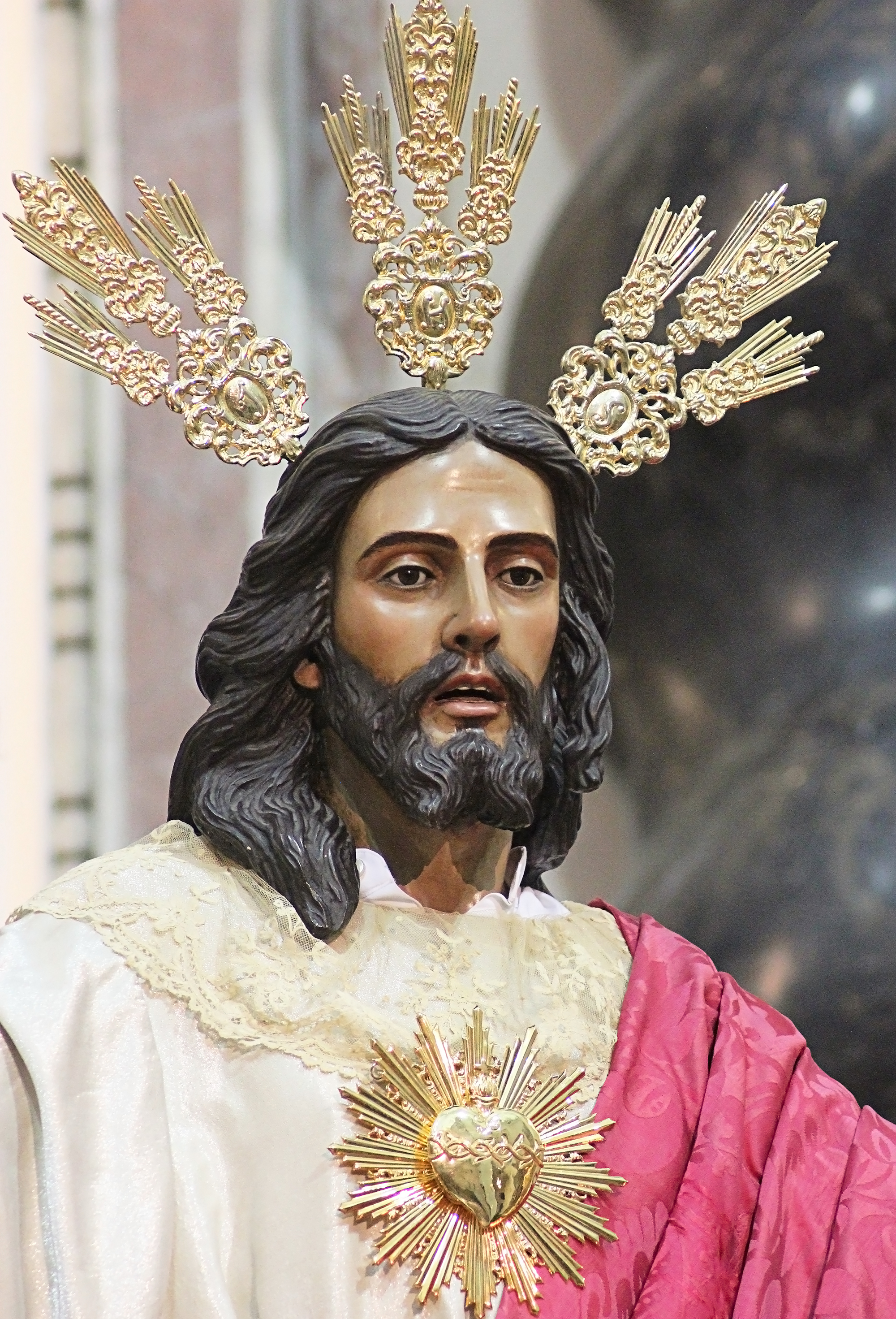
Ntro. Padre Jesús del Milagro en la Sagrada Cena

La Virgen de los Santos y Esperanza, talla de propiedad particular, sólo procesionó en Semana Santa en el año 1977 y lo hizo desde un tinglado instalado en la calle Higuera (al no obtener permiso para hacerlo desde Santo Domingo), donde se monta un paso con enseres cedidos por la Archicofradía de la Merced, Cofradía de las Cigarreras, Cofradía de la Borriquita y Archicofradía del Carmen. Con anterioridad había procesionado por las calles de Cádiz en el año 1972, con motivo del 25 Aniversario de la Coronación Canónica de la Santísima Virgen del Rosario. Poco después de la salida procesional del año 1977 la imagen se retiraría del culto y pasaba de nuevo a manos de su dueño, José Luis Sancho Mejías.
En la década de los noventa la Hermandad comienza un engrandecimiento en su patrimonio al decidir realizar nuevas tallas Titulares y para el misterio, al igual que se sustituye el paso procesional por uno más acorde a la estética cofrade.
El 4 de septiembre de 2003 el Cabildo de hermanos decide modificar las advocaciones de los titulares pasando a denominarse Nuestro Padre Jesús del Milagro en la Sagrada Cena y María Santísima Reina de todos los Santos; cuestión que es aprobada en el primer semestre de 2004 por el Secretariado Diocesano de Hermandades y Cofradías y por la Vicaría Judicial de la Diócesis de Cádiz y Ceuta. En el año 2008 se incluye en el título a la Pura y Limpia Madre de Dios.
El 19 de octubre de ese mismo año, es bendecida solemnemente la imagen de María Santísima Reina de Todos los Santos por el vicario general de la Diócesis de Cádiz y Ceuta, Guillermo Domínguez Leonsegui. Actuaron como testigos las Hermandades de la Sagrada Cena de Sevilla y la de Jerez, así como la alcaldesa de Cádiz, Teófila Martínez, quien ejerció de madrina en la ceremonia.
En 2013 se celebra un extenso programa con motivo del Cincuentenario Fundacional, destacando la presencia del Señor del Milagro con el misterio completo en la Solemnidad del Corpus para presidir un altar en la plaza de la Catedral. En septiembre de ese mismo año sale por primera vez en procesión extraordinaria María Santísima Reina de Todos Los Santos. En la Solemnidad del Corpus Christi de 2016 vuelve a salir el Señor del Milagro de forma extraordinaria para visitar el Convento de San Francisco, donde se celebraba año jubilar por el 450 aniversario de la Hermandad de la Vera Cruz. El Señor de la Cena ocuparía el manifestador bajo del retablo mayor de la Iglesia de los Remedios donde se celebraría adoración con Jesús Sacramentado. Al día siguiente, se celebraría solemne besamanos  al Señor en la Capilla de la Cofradía de la Vera Cruz. El domingo del Corpus por la mañana, saldría por la Puerta Santa en el paso de misterio acompañado de los apóstoles para presidir altar en su honor en la plaza de San Agustín.
En 2017 el Señor del Milagro presidiría el Via Crucis Oficial de la Hermandades y Cofradías de Cádiz, saliendo en el paso procesional de Jesús Nazareno de la localidad serrana de Setenil de las Bodegas. También ese mismo año, en el mes de julio, saldría por primera vez bajo palio María Santísima Reina de Todos los Santos, en la procesión magna conmemorativa del 150 aniversario del patronazgo canónico de la Virgen del Rosario. Lo haría bajo el palio de la Virgen de la Esperanza de la Cofradía hermana de las Cigarreras y con el manto de Ntra. Sra. de la Amargura de la Cofradía de la Humildad y Paciencia.
El día 2 de septiembre de 2021 la Orden de Predicadores le concede el título de "Dominicana Hermandad", siendo autorizado su uso por el Secretariado Diocesano para Hermandades y Cofradías del Obispado de Cádiz y Ceuta mediante decreto fechado  26 de abril de 2022.
El 19 de septiembre de 2023, María Santísima Reina de todos los Santos partiría hasta el colegio de las Esclavas del Sagrado Corazón de Jesús donde permanecería en la capilla del centro educativo hasta el día 21 de septiembre, y por donde pasaron todos los alumnos del mismo, siendo esta la primera vez que la Hermandad salía del centro histórico de la ciudad hasta los extramuros, en una histórica misión escolar.
El 19 de julio de 2024 esta Dominicana y Sacramental Hermandad recibe del Excelentísimo Sr. Vicealmirante de la Armada española D. Gregorio Bueno Murga su fajín para que sea portado por María Santísima Reina de todos los Santos durante el transcurso de una eucaristía que contó con diversas autoridades civiles y militares de la provincia de Cádiz.
El 10 de enero de 2024, el Obispo de Cádiz y Ceuta, Mons. Rafael Zornoza Boy, declara el Año de la Eucaristía para la Diócesis. Es por ello que se invita a participar de manera especial a esta Sacramental Hermandad, para que sea su imagen titular, Ntro. P. Jesús del Milagro, quien presida la fiesta principal de la Diócesis, el 14 de septiembre de 2024, en la Santa y Apostólica Iglesia Catedral de Cádiz. Se celebraría un Solemne Pontifical oficiado por el prelado diocesano, que contaría con la participación de las hermandades sacramentales de la Diócesis. Por ese motivo, Ntro. P. Jesús del Milagro sería trasladado al primer templo diocesano en parihuela el viernes 13 de septiembre para presidir este acontecimiento. En la tarde noche del 14 de septiembre volvería de manera jubilosa a la Iglesia Conventual de Santo Domingo en procesión extraordinaria, en su paso de misterio.

## Titulares
Las primeras imágenes con las que contó la Hermandad, que representaban la institución de la Eucaristía, tenían como destino Cuba, pero debido al estallido de la revolución castrista en aquel país se quedaron en nuestra ciudad, siendo depositadas en el Convento de Santo Domingo (1959-60). Con ellas decide conformarse el misterio de la corporación; fueron realizadas en los talleres de arte religioso de Olot (Gerona), adaptándoles unos cuerpos el escultor gaditano Miguel José Láinez Capote en 1970.
Sin embargo la Hermandad decidió encargar un nuevo grupo escultórico al imaginero gaditano Luis Enrique González Rey, esculpiéndolo entre los años 1991 y 1994, siendo en 1995 cuando procesionaria por primera vez el Titular, anteriormente ya se fueron sustituyendo tres apóstoles cada año; el nuevo misterio muestra, una vez instaurada la Eucaristía, como Cristo anuncia la traición de uno de sus Apóstoles.

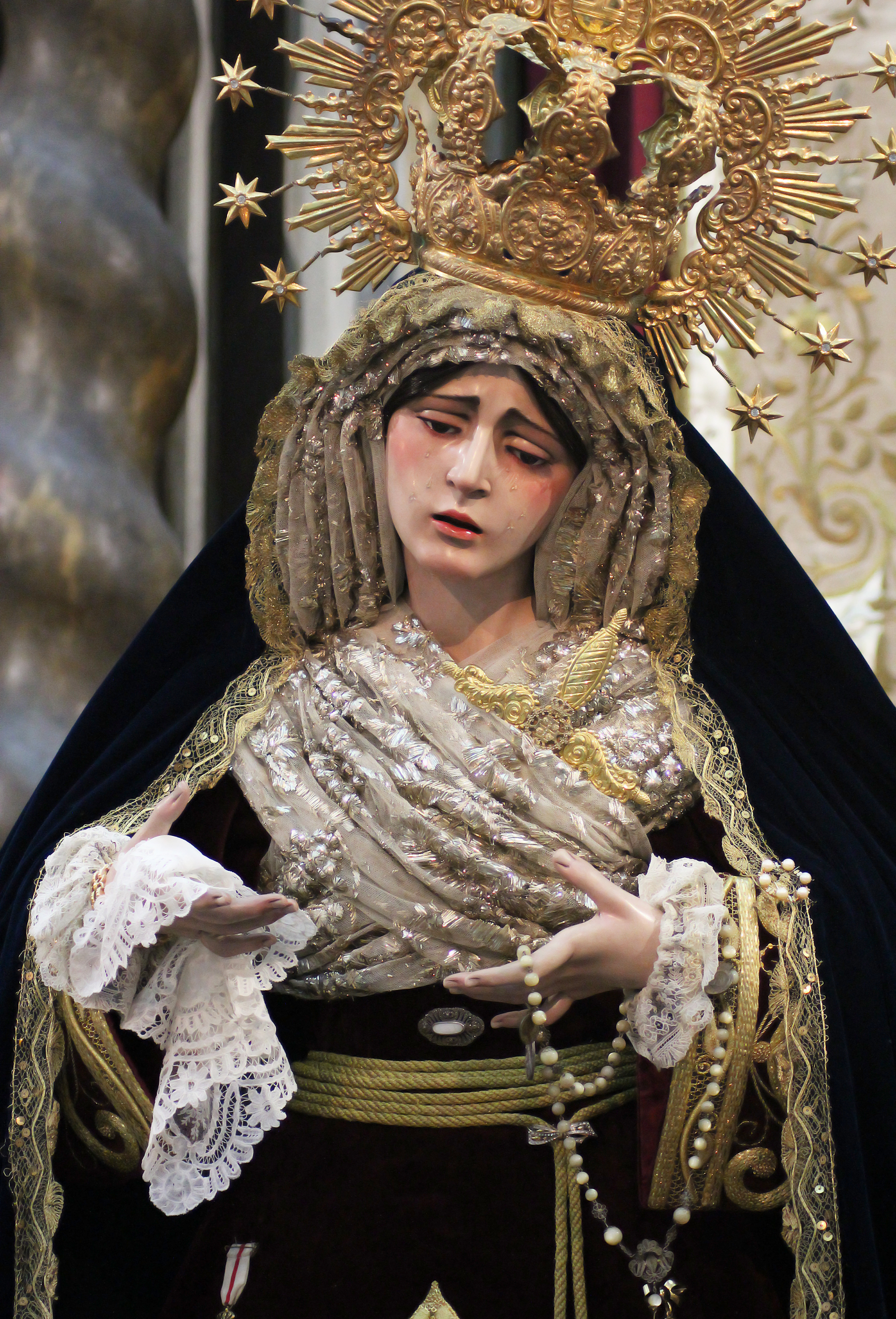
María Stma. Reina de Todos los Santos

La antigua imagen de Nuestra Señora de los Santos y Esperanza, tallada por Miguel Láinez Capote, solo procesión en el año 1977. Si bien Luis González Rey realizó una nueva talla que nunca llegaría a ser bendecida ya que su autor la reclamó alegando que no se cumplía la condición expuesta por este en el contrato de cesión de la imagen en el que decía que la talla de la Virgen debía de estar expuesta al culto, cosa que fue imposible de lograr por parte de los hermanos de la Cena. En el año 2006 la Hermandad adquiere una imagen de María Santísima Reina de Todos los Santos realizada por el escultor Miguel Ángel Valverde, natural de Carmona. Esta adquisición fue aprobada por los hermanos en un Cabildo celebrado en el 17 de febrero de dicho año. En mayo del 2007, la Vicaría General del Obispado de Cádiz y Ceuta, autoriza mediante un decreto la adquisición y puesta al culto de la imagen mariana. El 19 de octubre de 2008 fue bendecida la imagen de María Santísima.
La hermandad también posee una imagen de la Pura y Limpia Madre de Dios, realizada por Francisco Javier Geraldía Capurro y bendecida el 6 de abril del 2003, Domingo de Pasión. Esta imagen recibe culto en la Casa de Hermandad de la Sagrada Cena.